# 豊渓里
豊渓里（プンゲリ）は、朝鮮民主主義人民共和国（北朝鮮）北東部の咸鏡北道吉州郡にある町。2006年10月9日に北朝鮮では最初となる核実験が行われ、2017年までに6回行われたとされる場所でもある。
白頭山青年線豊渓駅がある。

## 核実験施設
豊渓里での見聞を韓国で小説として刊行した脱北者・金平岡によると、1970年代半ばまでは2つの川が合流する自然豊かな地域だった。林業を営む住民がいたほか、強制収容所があった。1978年に朝鮮人民軍の工兵局が山間部を占有。1980年代末までに収容所や住民は移転させられ、その後、建設されたのが核関連施設と知った。同じ吉州郡内で住民の移転先である載徳駅（白頭山青年線）周辺と核実験場の間にはロシアや東欧諸国出身の科学者が滞在する「研究者村」があった。
1970年代から1990年代にかけて、約1万人の政治犯が豊渓里等の吉州郡の山々での建設工事に動員されたまま、姿を消した。動員されたのは、収容所の中でも最も処遇が厳しい「完全統制区域」として悪名高い「第16号管理所（化成強制収容所）」の政治犯とされる。この収容所は、金日成一族の世襲制に反発した者や親日派、あるいは、多くが白丁や済州島出身者の血を引くとして「出身成分」が悪いと決めつけられた特別永住者が家族ごと送り込まれた場所で、核実験場のある吉州郡から山を超えた明澗郡に所在する。
北朝鮮の公共工事は、人海戦術が基本であって、工事に関与する人員が多いことから、必然的に動員された者から工事に関する情報が外部に漏洩するのだが、核実験場の建設工事に関しては情報漏洩がなかった。16号収容所の政治犯は動員されたら最後、収容所にも戻らず文字通り姿を消した。
政治犯たちは、工事の進捗状況に応じて動員され、事故や工事の節目で新旧交代が行われるたびに、機密保持のための虐殺が繰り返されたとみられる。
放射能汚染によって、美味しくきれいな水と香り豊かなマツタケが自慢だった豊渓里の人びとは、遺伝子変異、癌、不妊、奇形児などに苦しめられることになった。身体が衰え、免疫力も後退した人びとのあいだで感染症が広まり、谷間の住民はほとんど死んでしまった。